# (5426) Sharp
(5426) Sharp est un astéroïde de la ceinture principale, de la famille de Hungaria.

## Description
(5426) Sharp est un astéroïde de la ceinture principale, de la famille de Hungaria. Il présente une orbite caractérisée par un demi-grand axe de 1,96 UA, une excentricité de 0,12 et une inclinaison de 23,8° par rapport à l'écliptique.

## Compléments